# Hans Höller (Germanist)
Hans Höller (* 1947 in Vöcklabruck) ist ein österreichischer Germanist, Philologe und Hochschullehrer.

## Leben
Höller studierte ab 1967 Germanistik und Klassische Philologie an der Universität Salzburg. 1973 wurde er dort mit der Dissertation „Kritik einer literarischen Form: Versuch über Thomas Bernhard“ promoviert. Danach war er als Lektor an der Universität Neapel L’Orientale, Universität Breslau und Universität Montpellier (Université Paul-Valéry) tätig. Ab 1979 war er Lehrbeauftragter am Institut für Germanistik der Universität Salzburg. 1984 habilitierte er sich dort mit der Schrift „Geschichtserfahrung: das Werk Ingeborg Bachmanns von den frühesten Gedichten bis zum Todesarten-Zyklus“. Später lehrte er als außerordentlicher Professor bzw. Universitätsprofessor für Neuere Deutsche Literatur am Institut für Germanistik der Universität Salzburg. 2012 ging er in den Ruhestand.
Höller ist korrespondierendes Mitglied der philosophisch-historischen Klasse der Österreichischen Akademie der Wissenschaften im Inland und hat u. a. Beiträge zur Thomas-Bernhard-, Ingeborg-Bachmann- und Gerhard-Amanshauser-Philologie verfasst und Werke der betreffenden Autoren herausgegeben. Bis 2020 gehörte er zu den Gesamtherausgebern der bei Suhrkamp und Piper erscheinenden Salzburger Bachmann Edition.

## Bücher (Auswahl)
- Kritik einer literarischen Form. Versuch über das Werk Thomas Bernhards. Stuttgart 1979
- Der "Amphitryon" von Molière und der von Kleist. Eine sozialgeschichtliche Studie. Winter, Heidelberg 1984
- "Hinter jedem Wort die Gefahr des Verstummens". Sprachproblematik und literarische Tradition in der Ästhetik des Widerstands von Peter Weiss. Als Hrsg. Stuttgart 1988
- Ingeborg Bachmann. Das Werk. 2. Aufl. Athenäum Paperback, Frankfurt 1993 (1987)
- Thomas Bernhard. 6. Aufl. Rowohlt, Reinbek 2000 (1993)
- Antiautobiografie. Zu "Auslöschung" von Thomas Bernhard. (Hrsg. zus. mit Irene Heidelberger-Leonard) Suhrkamp, Frankfurt 1995
- Ingeborg Bachmann. Letzte unveröffentlichte Gedichte, Entwürfe und Fassungen. Edition und Kommentar Hans Höller. Suhrkamp, Frankfurt 1998
- Ingeborg Bachmann. 3. Aufl. Rowohlt, Reinbek 2000 (1999)
- Jean Améry: Der Schriftsteller. (Hrsg. gem. mit Irene Heidelberger-Leonard) Stuttgart 2000
- Peter Handke. Rowohlt, Reinbek 2007
- Eine ungewöhnliche Klassik nach 1945. Das Werk Peter Handkes. Suhrkamp, Berlin 2013
- (Mit Anna Estermann Hrsg.:) Schreiben als Weltentdeckung. Neue Perspektiven der Handke-Forschung. Passagen Verlag, Wien 2014, ISBN 978-3-7092-0136-7
- Der unbekannte Thomas Bernhard. Korrektur Verlag, Munderfing 2015, ISBN 978-3-9503854-2-7